# Station Salhouse
Salhouse is een spoorwegstation van National Rail in Salhouse, Broadland in Engeland. Het station is eigendom van Network Rail en wordt beheerd door Greater Anglia. 
Het station werd geopend op 20 oktober 1874. Sinds 18 april 1966 wordt er geen vracht meer behandeld.
Het wordt bediend door lokale treinen van Greater Anglia op de Bittern Line van Norwich naar Sheringham.